# Ordre de Saint-Michel (Bavière)

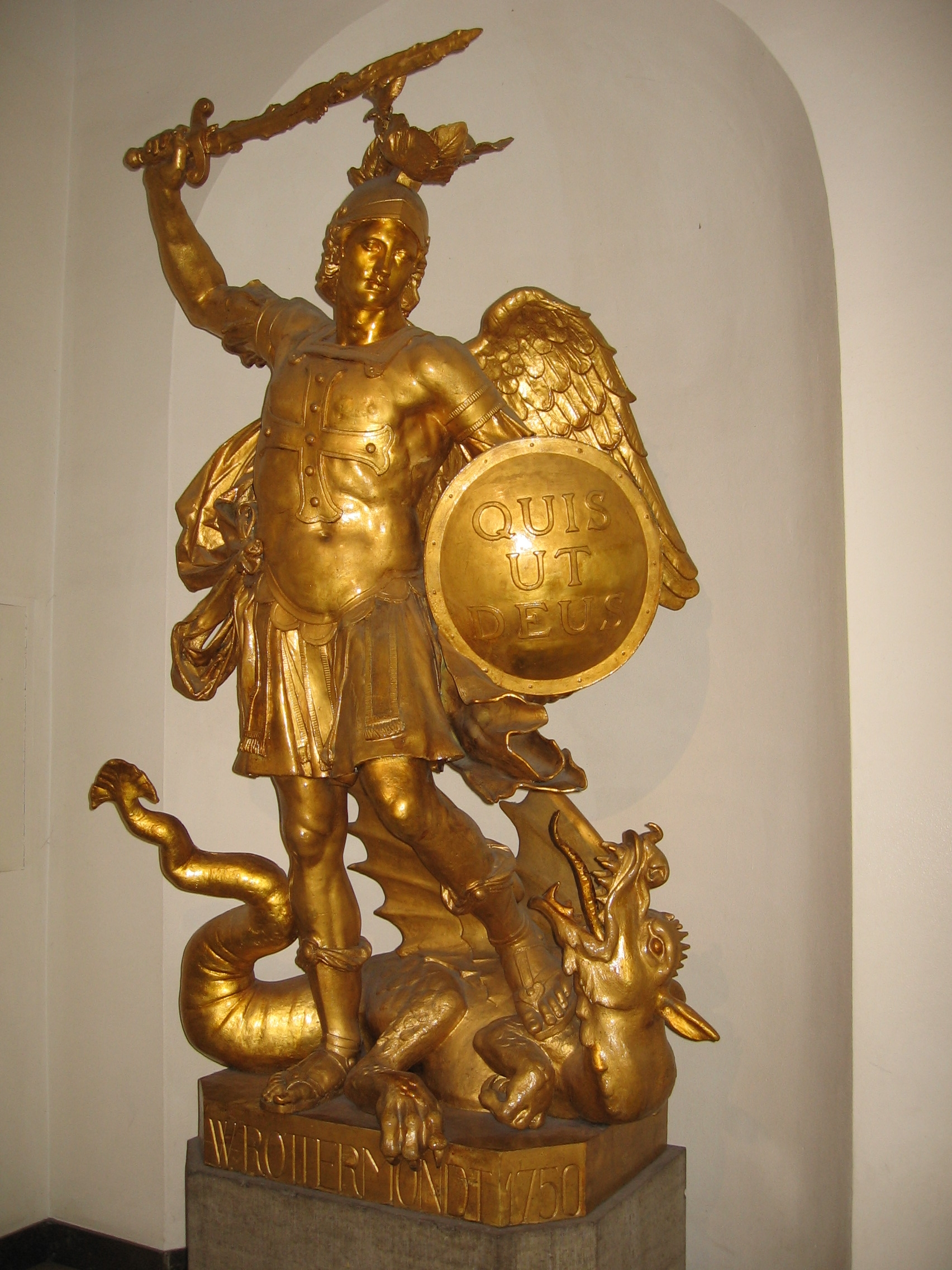
L'archange Michel au château du prince-électeur de Cologne à Bonn (actuelle université de Bonn).

Pour les articles homonymes, voir Ordre de Saint-Michel, Ordre de Saint-Michel et Saint-George et Ordre de Saint-Michel Archange.
L'ordre de Saint-Michel (en allemand : Orden zum Heiligen Michael) est un ancien ordre militaire allemand fondé le 29 septembre 1693 par le prince-électeur et archevêque de Cologne Joseph-Clément de Bavière (1671-1723). Ses statuts ne furent toutefois officialisés que le 3 avril 1721. Restauré en 1837 pour devenir l'ordre du Mérite de Saint-Michel, ses statuts ont été modifiés en 1855, 1887, 1894 et 1910 , puis il a cessé d'être attribué à la fin de la Première Guerre mondiale, au moment de la disparition du royaume de Bavière.

## Insignes
Il existe différents types d'insignes :
- l'un constitué d'une croix émaillée de bleu nuit  (et surmontée d'une couronne) avec un médaillon central portant la devise « Quis et Deus » entouré d'un halo de gloires et éclairs. Les branches de la croix portant les initiales PFFP signifiant « Principe Fidelis Favere Patria » (fidèle au prince pour servir la patrie) ;
- l'autre, constitué d'une croix toute simple émaillée de bleu nuit (surmontée ou non d'une couronne selon la classe) surchargée d'un médaillon central ovale représentant saint Michel terrassant le dragon avec, sur son bouclier, la devise « Quis ut Deus ». Au revers du médaillon central figure le mot « Virtuti ».

## Classes
L'ordre comportait à l'origine deux classes :
- Grand'croix
- Chevalier

Après la refondation de l'ordre en 1808 a été ajoutée une classe intermédiaire :
- Grand'croix
- Commandeur
- Chevalier

Le 24 juin 1855, le roi Maximilien II de Bavière a introduit la classe de grand commandeur et divisé celle des chevaliers en deux. En 1887, l'ordre a été entièrement réorganisé de la façon suivante :
- Grand'croix
- Ire classe
- IIe classe avec étoile
- IIe classe
- IIIe classe
- IVe classe
- Croix du mérite
- Médaille d'argent du mérite

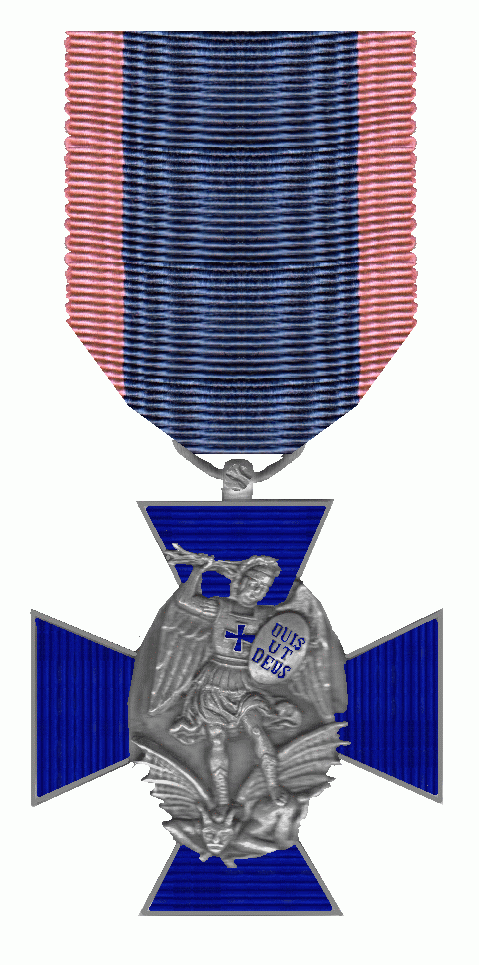
Croix de IVème classe (à partir de 1910).

En 1894 a été créée la médaille de bronze du mérite et en 1910 la croix d'honneur, la IVe classe avec couronne et la croix du mérite avec couronne. Jusqu'à la fin du royaume de Bavière le 7 novembre 1918, l'ordre a donc comporté les classes suivantes :
- Grand'croix
- Ire classe
- IIe classe avec étoile
- IIe classe
- Croix d'honneur
- IIIe classe
- IVe classe avec couronne
- IVe classe
- Croix du mérite avec couronne
- Croix du mérite
- Médaille d'argent du mérite
- Médaille de bronze du mérite

## Anecdote
L'officier de la Grande armée Elzéar Blaze (1786-1848) raconte dans ses mémoires que les membres de cet ordre pouvaient, le jour de la Saint-Michel (29 septembre) communier l'épée à la main.